# .na
‎.na‏ دامنه اینترنتی اختصاص داده شده به نامیبیا است.